# Interruttore a mercurio

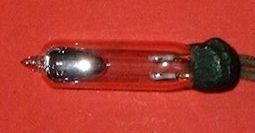
A Interruttore a mercurio singolo polo, Single-Throw (SPST)

Un interruttore a mercurio è un interruttore il cui scopo è quello di permettere o interrompere il flusso di corrente elettrica in un circuito elettrico, dipendentemente dalla posizione fisica dell'interruttore o all'allineamento rispetto alla direzione della "trazione" della gravità terrestre, o di altre forme di inerzia.

## Struttura
I commutatori al mercurio si compongono di uno o più contatti elettrici in un'ampolla sigillata di vetro contenente una goccia di mercurio. L'ampolla può contenere aria, un gas inerte, o il vuoto. La gravità attrae costantemente la goccia di mercurio verso il punto più basso nel contenitore stesso. Quando l'interruttore è inclinato nella direzione appropriata, il mercurio tocca una serie di contatti, completando in questo modo i circuiti elettrici attraverso questi contatti. Inclinando l'interruttore nell'opposta direzione si ottiene esattamente il contrario, facendo sì che il mercurio si allontani ed interrompendo il circuito. Il commutatore può contenere più insiemi di contatti, chiudendo diversi insiemi ad angoli differenti (SPDT).

## Usi
Nell'applicazione più semplice l'azionamento dell'interruttore si ottiene inclinando l'ampolla: questo può essere voluto, alla stregua della leva di un comune interruttore, oppure l'inclinazione può essere lo stato fisico che ha intenzione di rilevare.
Nel primo caso si ottiene un comportamento del tutto identico a quello di un qualsiasi interruttore, con il vantaggio che la scintilla dell'arco elettrico rimane confinata all'interno dell'ampolla, il che lo rende particolarmente adatto per impieghi in ambienti con atmosfera potenzialmente esplosiva. Nel secondo caso si può ottenere un inclinometro.
Un'applicazione particolare dell'interruttore a mercurio come inclinometro, resa obsoleta dai dispositivi più recenti, era come stabilizzatore per aeromodelli: a diverse inclinazioni si potevano attivare gli alettoni o il piano di coda per stabilizzare il velivolo.
Altre applicazioni sfruttano l'inerzia della massa di mercurio per rilevare il superamento di un certo livello di accelerazione.

## Uso per l'attivazione di esplosivi
L'INLA usò interruttori ad inclinazione di mercurio e microswitch per attivare le autobomba che uccisero Airey Neave durante il conflitto nordirlandese. Altri gruppi paramilitari utilizzarono il dispositivo, incluso il Red Hand Defenders che utilizzò un interruttore a mercurio per far detonare la bomba che uccise Rosemary Nelson. Inoltre gli interruttori al mercurio possono essere ritrovati in alcune bombe e mine subacquee, spolette, solitamente in forma di dispositivo anti-manomissione, come per esempio, una variante conosciuta è la mina VS-50.